# Ally McBeal
Ally McBeal is een Amerikaanse televisieserie, een zogenaamde "dramedy", bedacht door David E. Kelley. De serie liep op de Amerikaanse televisie van 1997 tot 2002. In Amerika was de serie te zien op FOX, in Nederland op Net5 en RTL 5, in België op KanaalTwee. In 2007 wordt de serie herhaald op RTL 8.
De serie gaat over Ally McBeal, een jonge advocate, gespeeld door Calista Flockhart. Zij is werkzaam op het fictieve advocatenkantoor Cage & Fish in Boston, waar zij enkele bijzonder excentrieke collega's heeft. Met hen bezoekt ze geregeld een bar, waar meestal zangeres Vonda Shepard optreedt. Een bijzonder aspect van het kantoor zijn de zogenaamde uniseks-toiletten. De heren- en damestoiletten zijn niet gescheiden van elkaar, en vaak vinden hier belangrijke ontboezemingen en ontwikkelingen plaats.
De rechtspraak krijgt nauwelijks aandacht in de serie. Rechtszaken worden gebruikt als plotmiddelen om te filosoferen over liefde, seks en romantiek en de verhoudingen tussen mannen en vrouwen, en om het leven van de karakters, voornamelijk Ally zelf, te sturen.
De serie maakt gebruik van fantasiebeelden om de innerlijke gedachten en gevoelens van karakters uit te beelden. Zo rolt Ally McBeals tong letterlijk uit haar mond bij de aanblik van een aantrekkelijke man, komt er daadwerkelijk stoom uit haar oren bij grote ergernis en wordt ze zeer klein bij grote schaamte.
Ook heeft de serie de zogenaamde "dancing baby" populair gemaakt. Dit is een videofile van een driedimensionale baby die danst op het nummer "Hooked on a Feeling". Ally McBeal werd langdurig achtervolgd door een hallucinatie van deze baby, wat haar kinderwens (de bekende tikkende biologische klok) uitbeeldde.
Een ander bekend voorbeeld is de muziek van Barry White, die gebruikt werd als een seksuele stimulans. Als een karakter (meestal John Cage (gespeeld door Peter MacNicol)) de muziek van White in gedachten hoort (vaak gepaard gaande met een dansje), voelt hij zich zeker op seksueel gebied. Meestal zorgt dit voor een aantrekkingskracht die onweerstaanbaar blijkt voor andere karakters.
De serie zorgde voor de doorbraak van Lucy Liu, die na de serie grote rollen had in onder meer twee Charlie's Angels- en de eerste Kill Bill-film.
Van de oorspronkelijke acteurs speelden buiten Ally enkel Elaine en Richard in elke aflevering mee.

## Rolverdeling
Tot de belangrijkste acteurs behoren:
| Acteur                | Personage           | Jaren                   |
| --------------------- | ------------------- | ----------------------- |
| Calista Flockhart     | Ally McBeal         | (1997-2002)             |
| Peter MacNicol        | John Cage           | (1997-2002)             |
| Greg Germann          | Richard Fish        | (1997-2002)             |
| Jane Krakowski        | Elaine Vassal       | (1997-2002)             |
| Gil Bellows           | Billy Thomas        | (1997-2000, 2001, 2002) |
| Courtney Thorne-Smith | Georgia Thomas      | (1997-2000, 2002)       |
| Lisa Nicole Carson    | Renee Raddick       | (1997-2001, 2002)       |
| Vonda Shepard         | Zichzelf            | (1997-2002)             |
| Lucy Liu              | Ling Woo            | (1998-2001)             |
| Portia de Rossi       | Nelle Porter        | (1998-2002)             |
| Robert Downey jr.     | Larry Paul          | (2000-2001)             |
| James LeGros          | Mark Albert         | (2000-2001)             |
| Regina Hall           | Corretta Lipp       | (2001-2002)             |
| Josh Hopkins          | Raymond Milbury     | (2001-2002)             |
| James Marsden         | Glenn Foy           | (2001-2002)             |
| Julianne Nicholson    | Jenny Shaw          | (2001-2002)             |
| Albert Hall           | Judge Seymour Walsh | (1998-2002)             |
| Dyan Cannon           | Whipper Cone        | (1997-2000)             |
| Jesse L. Martin       | Greg Butters        | (1998-1999)             |
| Gina Philips          | Sandy Hingle        | (1999-2000)             |

## Achtergrond
De televisieserie was de eerste seizoenen bijzonder succesvol. Toen in het derde seizoen Billy (Gil Bellows), Ally McBeals jeugdliefde in de serie, overleed, daalden de kijkcijfers.
In het vierde seizoen kwam de bekende acteur Robert Downey jr. er als vaste acteur bij, waarna de kijkcijfers van het programma weer stegen. Toen hij echter door een drugsverslaving de serie weer moest verlaten en enkele vaste acteurs, zoals Lucy Liu, vertrokken, daalden de kijkcijfers weer. Het vijfde seizoen was het laatste seizoen.
Uit feministische hoek kwam kritiek op de serie, omdat men het hoofdpersonage vernederend voor vrouwen vond vanwege haar gebrek aan kennis van het wetboek en haar extreme emotionele instabiliteit. Ook kwam er kritiek op het duidelijk zichtbare gewichtsverlies van Calista Flockhart in het tweede seizoen, dat volgens de media op anorexia zou wijzen. Eén aflevering, waarin de dames geobsedeerd raken door het geslachtsdeel van een mannelijk naaktmodel, stuitte op veel kritiek doordat de scène eerder een uitbeelding was van de nachtmerries van de man dan de daadwerkelijke fantasieën van de vrouw. Ook zou de scène seksistisch zijn tegenover mannen.

## Prijzen

### Gewonnen
Emmy Awards:
- Beste comedyserie (1999)
- Beste mannelijke bijrol in een comedyserie Peter MacNicol (2001)

Golden Globe Awards:
- Beste televisieserie Comedy/Musical (1998-1999)
- Beste performance van een actrice in een televisieserie Calista Flockhart (1998)
- Beste mannelijke bijrol in een televisieserie Robert Downey jr. (2001)

Screen Actors Guild Awards:
- Beste performance als geheel in een comedyserie (1999)
- Beste performance van een acteur in een comedyserie Robert Downey jr. (2001)

### Genomineerd
Emmy Awards:
- Beste comedyserie(1998)
- Beste vrouwelijke hoofdrol in een comedyserie Calista Flockhart (1998–1999, 2001)
- Beste mannelijke bijrol in een comedyserie Peter MacNicol (1999–2000)
- Beste mannelijke bijrol in een comedyserie Robert Downey jr. (2001)
- Beste vrouwelijke bijrol in een comedyserie Lucy Liu (1999)
- Beste gastactrice in een comedyserie Bernadette Peters (2001)

Golden Globe Awards:
- Beste televisieserie Comedy/Musical (2000–2002)
- Beste performance van een actrice in een televisieserie Comedy/Musical Calista Flockhart
- Beste vrouwelijke bijrol in een televisieserie Jane Krakowski (1999)